# 미스터 레스모어의 환상적인 책 여행
미스터 레스모어의 환상적인 책 여행(The Fantastic Flying Books of Mr. Morris Lessmore)은 미국에서 제작된 브랜든 올덴버그 감독의 2010년 애니메이션, 가족 영화이다.

## 제작진
- 공동제작: 이도 램프턴 이노크스  주니어
- 공동제작: 앨리사 M. 캔트로

## 같이 보기
- 무성 영화
- 2011년 영화